# 江戸家猫ハッピー
江戸家 猫ハッピー（えどや ねこハッピー、1971年〈昭和46年〉7月28日 - ）は、東京都中央区出身のアーティスト（動物かきまね）、イラストレーター。本名は 岡田満世。父は3代目江戸家猫八、姉は江戸家まねき猫、異母兄は4代目江戸家猫八。

## 来歴
高校卒業後、3年間父・猫八の付き人をした際、ドラマ『鬼平犯科帳』の撮影で主演の中村吉右衛門より「猫八」と幸せの「ハッピー」をかけた「猫ハッピー」の芸名をもらう。
1993年3月より緒形拳に師事。舞台『ゴドーを待ちながら』（2000、2002、2003年、Bunkamura）にて少年役として出演。2002年より緒形拳の個人事務所にてマネージャーを務める。
2006年より「猫満福庵」を開店（ショップロゴは緒形拳の書による）。猫のキャラクター「満吉くん」を展開する。
2017年よりイラストレーターとして本格的に活動。方南ぐみの舞台「伊賀の花嫁」のチラシ、および絵本「きぼうのバンブー」、絵本「あおぞら」を担当。
2019年映画高津川にて、出演者の似顔絵を担当。

## 著書
- 『地球徒歩トボ－「プラネット アース」で見た絶景－』（緒形拳との共著、写真を担当）学習研究社、2007年3月 ISBN 978-4-05-403314-6